# Andrea Santacroce
Andrea Santacroce (Roma, 22 de novembro de 1655 - Roma, 10 de maio de 1712) foi um cardeal do século XVIII

## Biografia
Nasceu em Roma em 22 de novembro de 1655. De uma família nobre e antiga. Filho de Scipione Santacroce e Ottavia Corsini. Sobrinho-neto do cardeal Prospero Santacroce (1565). Sobrinho-neto do cardeal Antonio Santacroce (1629). Sobrinho do cardeal Marcello Santacroce (1652). Seu sobrenome também está listado como Santa Croce.
Universidade La Sapienza , Roma (doutorado in utroque iure , direito canônico e civil).
Recebeu a tonsura clerical. Referendário dos Tribunais da Assinatura Apostólica da Justiça e da Graça. Governador de Tivoli, 1682-1686. Vice-legado em Bolonha, 1º de fevereiro de 1686; ocupou o cargo até 1689.
Eleito arcebispo titular de Selêucia, com dispensa por ainda não ter recebido as ordens sagradas, em 12 de dezembro de 1689. Assistente do Trono Pontifício, em 18 de dezembro de 1689. Núncio na Polônia, em 7 de janeiro de 1690. Concedeu faculdades para receber a consagração episcopal de qualquer bispo católico. Consagrada, em 16 de abril de 1690, a basílica de Santa Maria no Porto, Ravenna, pelo cardeal Domenico Maria Corsi, bispo de Rimini, legado papal, auxiliado por Giovanni Rasponi, bispo de Forli, e por Giovanni Francesco Riccamonti, bispo de Cervia. Núncio na Áustria, 17 de fevereiro de 1696.
Criado cardeal sacerdote no consistório de 14 de novembro de 1699; recebeu o gorro vermelho e o título de S. Maria del Popolo, em 30 de março de 1700. Participou do conclave de 1700, que elegeu o Papa Clemente XI. Transferido para a sé de Viterbo e Toscanella, em 24 de janeiro de 1701. Camerlengo do Sagrado Colégio dos Cardeais, de 21 de fevereiro de 1707 até 27 de fevereiro de 1708.
Morreu em Roma em 10 de maio de 1712. Exposto e enterrado em S. Maria in Publicolis, Roma, a igreja de sua família.